# Jagadish Mohanty
Jagadish Mohanty (4 de enero de 1951 - 29 de diciembre de 2013) fue un reconocido escritor Oriya, considerado como un pionero de la moda en la moderna ficción Oriya, ha recibido el prestigioso Premio Sarala en 2003, Premio Orissa Sahitya Akademy 1990, Premio Jhankar, Premio Dharitri en 1985, Premio Prajatantra. Nacido en una mina de hierro de la periferia norte de Orissa, pasó más de 30 años de su vida trabajando en las minas de carbón en la periferia occidental de Orissa. A pesar de que se mantuvo alejado de la capital cultural de Orissa, aun así sus escritos destacaron en la corriente principal de la literatura y la cultura Oriya.
La escritora feminista india Sarojini Sahoo fue su esposa y con quien tuvo dos hijos, Anubhav y Sambedana. Murió en 2013.

## Obra
- Kanishka Kanishka
- Nija Nija Panipatha
- Uttaradhikar
- Durdina
- Adrushya Sakala

## Cuentos
- Ekaki Ashwarohi
- Dakshina Duari Ghara
- Irsha eka Rutu
- Album
- Dipahara Dekhinathiba Lokatie
- Juddhakshtre Eka
- Mephestophelese-ra Pruthibi
- Nian  O Anyanya Galpa
- Suna Ilishi
- Sundartam Pap
- Saturir Jagadish
- Bija Bruxsha Chhaya